# シモーヌ・ペトルマン
シモーヌ・ペトルマン（Simone Pétrement、1907年6月6日 - 1992年12月15日）は、グノーシス主義とマニ教の研究家であり、二元論に関する著作を持つフランスの哲学者である。詳細なシモーヌ・ヴェイユ伝記の作者としても知られる。

## 生涯と業績
1907年フランス生まれ。1925年、アンリ4世校受験準備学級(カーニュ）に進む。ここで生涯の師アランの生徒になり、同級生だったシモーヌ・ヴェイユと友情を結ぶ。1927年、高等師範学校に入学。
1937年から1964年までフランス国立図書館で司書・学芸員を務める。図書館には先輩としてジョルジュ・バタイユがいた。ヴェイユから悪評を聞いて学生時代はバタイユと関わりをもたなかったペトルマンだったが、奇妙な交流が生まれた。バタイユは結果としてペトルマンの二元論に関する哲学に影響を受けている（ただしペトルマンの思想で重要な位置を占める'善'を、対極にある'悪’に置き換えた）。ペトルマンは1946年創刊されたバタイユの雑誌「クリティック(Critique)」にも寄稿し、さらに同誌でサルトルへの批判を(バタイユとは異なった観点で)行った。
その後もペトルマンは思索を深めながら、自著の日本での翻訳者である神谷幹夫に対し、何通もの手紙を書き送っている。 シモーヌ・ペトルマンは1992年12月15日に85才でこの世を去った。

## 著作
- Simone Pétrement (1946). Le dualisme dans l'histoire de la philosophie et des religions. Introduction a l’étude du dualisme platonicien, du gnosticisme et du manichéisme. Paris: Gallimard.
  - 『哲学史および宗教史における二元論』神谷幹夫訳、訳者による(自主出版、1985年3月)「ラニョー、アランおよび現代ドイツ哲学について」付加[7]
- Simone Pétrement (1947). Le dualisme chez Platon, les gnostiques et les manichéens. Paris: Presses Universitaires de France.
  - シモーヌ・ペトルマン 著、神谷幹夫 訳『二元論の復権－グノーシス主義とマニ教』（新装版(2002年））勁草書房、1985年。
- Simone Pétrement (1966). Valentin est-il l'auteur de l'Epitre à Diognète?. Strasbourg: Faculté de Théologie Protestante.
- Simone Pétrement (1967). Le mythe des sept archontes créateurs peut-il s'expliquer à partir du christianisme?. Leyde: E. J. Brill.
- Simone Pétrement (1973). La vie de Simone Weil - Tome 1. 1909-1934 avec des lettres et d'autres textes inédits de Simone Weil. Paris: Fayard.
- Simone Pétrement (1973). La vie de Simone Weil - Tome 2. 1934-1943 avec des lettres et d'autres textes inédits de Simone Weil. Paris: Fayard.
  - Simone Pétrement (1997) [1973]. La vie de Simone Weil. Paris: Fayard. ISBN 978-2-2136-7483-4。
    - シモーヌ・ペトルマン 著、杉山毅 訳『詳伝 シモーヌ・ヴェイユ Ⅰ 1909-1934』（新装版(2002年））勁草書房、1978年。
    - シモーヌ・ペトルマン 著、杉山毅 訳『詳伝 シモーヌ・ヴェイユ Ⅱ 1934-1943』（新装版(2002年））勁草書房、1978年。
- Simone Pétrement (1984). Le Dieu séparé. Les origines du gnosticisme. Paris: Les Éditions du Cerf. ISBN 2204021660。（『遠ざかる神－グノーシス神話の起源－』未翻訳[8]）